# CR-Baureihe YJ
|  | Dieser Artikel wurde aufgrund von akuten inhaltlichen oder formalen Mängeln auf der Qualitätssicherungsseite des Portals Bahn eingetragen. Bitte hilf mit, die Mängel dieses Artikels zu beseitigen, und beteilige dich bitte an der Diskussion. Artikel, die nicht signifikant verbessert werden, können gelöscht werden. |

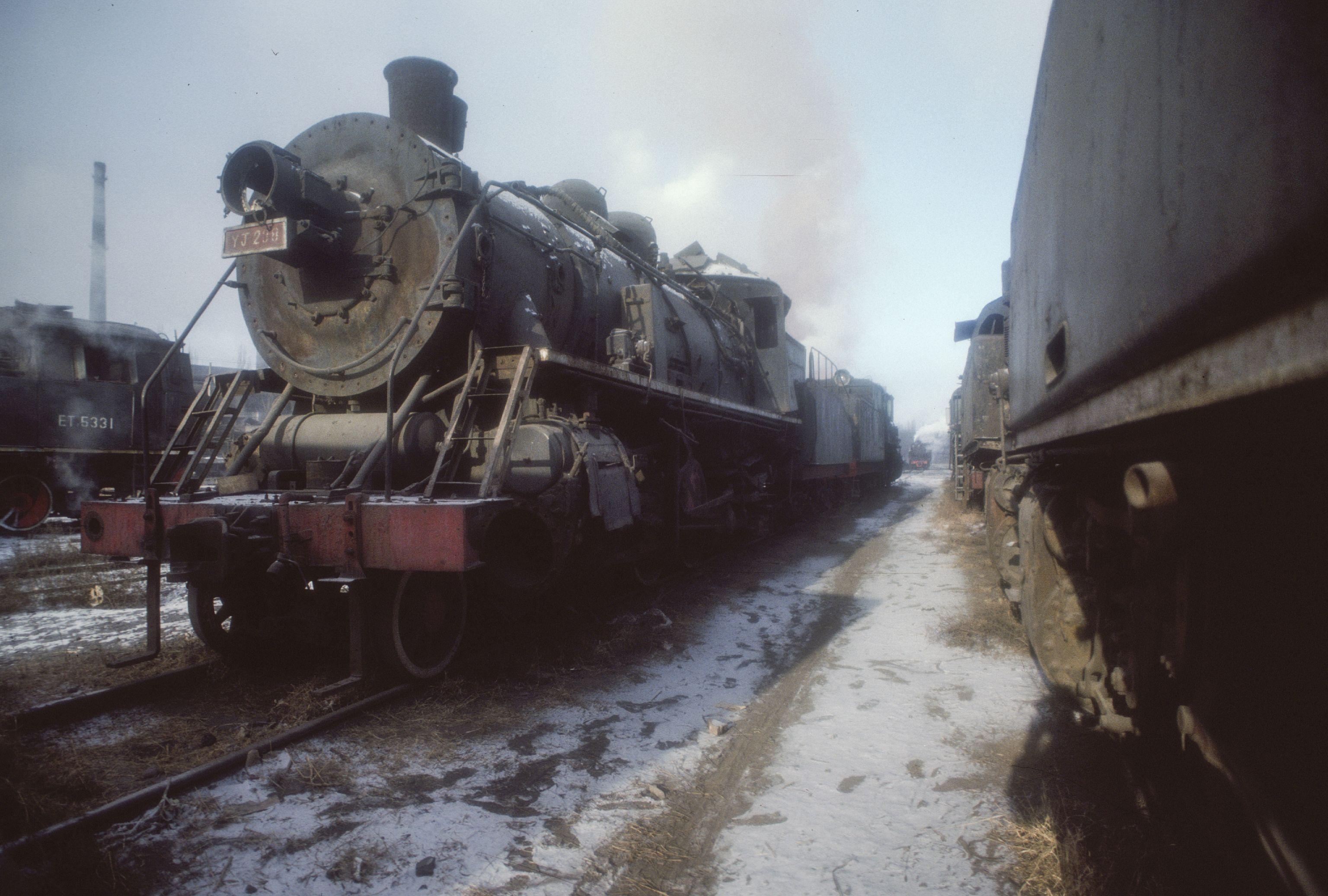
YJ-238 in Baotou

Die YJ ist eine 1`C`1 Rangierlokomotive der chinesischen Staatsbahn, die bis ins Jahr 2002 Dienst verrichtete. Mit Schwerpunkt Einsatzgebiet im Kohlerevier und den jeweiligen, dortigen Teilen des Staatsbahnnetzes.

## Allgemeines
Zwischen 1958 und 1961 wurden insgesamt 202 Exemplare dieser Baureihe produziert. Zu den Produzenten gehörte unter anderem die Dampflokfabrik Tangshan. Sie ist ein verbesserter Nachbau der PL2, von der 1935 nur 20 Maschinen gefertigt wurden. Insgesamt haben zwei Maschinen dieser Baureihe überlebt. YJ 232 wird beim Stahlwerk von Baotou aufbewahrt, wo sie bis 2002 als letzte ihrer Art im Einsatz war. YJ 269 war bis in die Jahre 2005/2006 betriebsfähige Museumslok für Sonderzüge und ist heute in Diaobingshan stationiert. Im Jahr 2005 war sie eine von vier betriebsfähigen Dampfloks, die zu dem Zeitpunkt schon im Besitz des geplanten, neuen Eisenbahnmuseum Chinas mit betriebsfähigen Dampflokomotiven für Sonderzüge befanden. Zusammen mit der Lok KD6 487 beförderte sie für das Museum einen Sonderzug im Steinkohlerevier von Tiefa, wo bis ins Jahr 2005 noch fast alle Züge mit Dampftraktion gefahren wurden. Es war die Eröffnungsfahrt der ersten chinesischen Museumsbahn. Heute ist die Lok YJ 269 im Museum untergebracht. Ihre letzten Einsatzgebiete im Plandienst waren das Kohlerevier Tiefa und die Stahlwerke von Xuanhua. 

## Technische Daten
Die Höchstgeschwindigkeit dieser Lokomotive beträgt 60 km/h und alle Loks sind für 1435 mm Normalspur ausgelegt. Die Loks dieser Baureihe sind sowohl mit Boxpok- als auch Speichenradsätzen ausgerüstet. Sie stammt von der JF und der PL2 ab, worauf Konstruktion und Design hinweisen. Sie wirkt auch wie eine verkürzte SY. Von den 202 Exemplaren wurden 117 in Jinan, 80 in Tangshan, zwei in Wuchang und drei in Mudanjiang hergestellt. Das Fassungsvermögen dieser Zwei-Zylinder-Loks beträgt sieben Tonnen Kohle und 19 m³ Wasser.

## Weblink und Quelle
- Railography: Chinese Steam Locomotive Profiles: YJ Class 2-6-2s (englisch)